# Ювента
Ювента (лат. Iuventas — юність) — ототожнювана з грецькою Гебою римська богиня юності, що мала невелике святилище в храмі Юпітера Капітолійського. Кожний неповнолітній, який складав жертву Юпітерові, повинен був кинути монету в касу Ювент як опікунки юнаків, що тільки надягли тогу.